# Караваевы Дачи (остановочный пункт)
Карава́евы Да́чи — пассажирский остановочный пункт Киевского железнодорожного узла Юго-Западной железной дороги. Расположен возле пересечения улиц Вадима Гетьмана, Ушинского и Чоколовского бульвара. Находится между станциями Киев-Волынский (расстояние — 3 км) и Киев-Пассажирский (расстояние — 3 км).
Открыт в 1910-х годах, отмечен на схеме 1919 года Юго-Западной железной дороги под названием блок-пост Караваевский. Позднее имел названия платформа Караваевская, Пост-Караваевский. На карте Киева  остановочная платформа впервые отмечена в 1947 году. В 1950-е годы над платформой был построен путепровод.  В 2003—2005 годах остановочный пункт был реконструирован — сооружено многофункциональное здание, совмещающее функции вокзала и торгового комплекса. Бо́льшая часть помещений не введена в эксплуатацию по сей день.
Обслуживает электропоезда межобластного и пригородного сообщения.